# Pygopteryx suava
Pygopteryx suava är en fjärilsart som beskrevs av Otto Staudinger 1887. Pygopteryx suava ingår i släktet Pygopteryx och familjen nattflyn. Inga underarter finns listade.